# Meteor
 Ovo je glavno značenje pojma Meteor. Za film iz 1979. s Natalie Wood pogledajte Meteor (1979).
Meteor (grčki metéoros (μετέωρος) = uzdignut u zrak, lebdeći, podignut) dio je nebeskog tijela koje, padajući kroz atmosferu, ostavlja svijetleći trag. Meteor je svjetlosna pojava nastala zagrijavanjem meteoroida (ili sitnijih nebeskih tijela) pri gibanju kroz Zemljinu atmosferu velikom brzinom (do 72 km/s). Zbog Zemljina gibanja, učestalost opažanja meteora i njihov sjaj rastu od večeri do zore, kada meteoroidi susreću onu Zemljinu stranu koja je okrenuta prema smjeru gibanja na putanji oko Sunca. Povremene ili sporadične meteore moguće je vidjeti svake vedre noći. Iznimno veliki meteori nazivaju se bolidi. Prolaskom kroz atmosferu, tijelo pristiglo iz svemira zbog velikoga se trenja zagrijava, tali, drobi i isparava. Dio meteoroida ili planetoida (asteroida) koji ne izgori u atmosferi i stigne do tla naziva se meteorit.
Meteor je širi naziv za nebesko tijelo koje prolazi kroz Zemljinu atmosferu, uključujući i popratnu pojavu. Naziv je potekao iz vremena kada se smatralo da su meteori atmosferske pojave. Za nebesko tijelo koje nije ušlo u atmosferu uvodi se naziv meteorid, po analogiji s planetoidom. Svjetlosni trag nastaje tijekom prelaska kinetičke energije meteoroida na atome atmosfere kroz koju prolazi i ablacije vanjskih slojeva meteoroida. Temperatura u udarnom valu ispred veće meteoroidske čestice iznosi i više od 10 000 stupnjeva °C, a iza njega ostaje "cijev" od ioniziranog plina ili plazme koja svijetli.

## Hrvatski nazivi
Stari hrvatski nazivi za meteor su nebeska krijesnica, proletuša i zvijezda padalica. 
Nebeska krijesnica stari je hrvatski naziv za meteor, koji je nepravedno zanemarivan i potiskivan, iako su njih koristili i svi očevi astronomske literature u nas. U posljednjih trideset godina u potpunosti nestao, zamijenjen i istisnut ili stručnim nazivom meteor ili pučkom riječju zvijezda padalica, koja dolazi iz srpskog i ruskog jezika.
Prema mišljenju astrofizičarke Virginie Trimble, vjerojatno se radi o jednom od svjetski najpoetičnijih naziva za meteore.
Zvijezda padalica u posljednjih tridesetak godina izraz veoma često korišten u popularnoj astronomskoj literaturi. Ijekaviziran je naziv za nebesku krijesnicu (meteor) koji je u naš jezik došao iz srpskog i ruskog jezika.
Proletuša  - uz nebesku krijesnicu u hrvatskom jeziku rjeđe rabljen pučki naziv za meteor, takoder u potpunosti i nepravedno zanemaren. Vjerojatno se prvi put spominje u pisanom obliku u knjizi Otona Kučere, Naše nebo.

## Istraživanje meteora i bolida
Potkraj 18. stoljeća uveden je postupak osnovan na triangulaciji kojim se mjeri visina leta meteora. Shvatilo se da se iz raznih mjesta promatra u stvari ista pojava. Iz položaja početka i kraja traga, te vremena leta određuje se staza i brzina meteora. Meteori se ispituju vizualno, fotografski, spektrografski i radiolokacijom. Grupe promatrača u stanju su, služeći se širokokutnim dvogledima ili bez njih, izravno odrediti broj meteora u jednom satu, radijant (položaj na nebeskoj sferi otkuda prividno izviru), sjaj meteora i boju traga. Stoga je meteorska astronomija važno područje amaterske astronomije. 
Za snimanje meteora primjenjuju se širokokutne kamere u kojima ispred fotografske ploče rotira zaslon u obliku kruga s isječcima (rotirajući sektor); on propušta svjetlost na mahove. Stoga su tragovi zabilježeni na fotografskoj ploči isprekidani, a dužina crtica pomaže da se izmjeri brzina meteora. Za opažanje spektra meteora upotrebljavaju se isti takvi teleskopi - kamere, s time da se prizma postavi ispred cijelog objektiva (objektiv - prizma); trag meteora tada se razlaže u spektar. Za fotografsko praćenje meteora i bolida organizirane su opažačke mreže: srednjoeuropska, kanadska, prerijska (američka). Stanice se postavljaju na vrhove trokuta kojemu su stranice dugačke od 20 do 100 km. Osim da zabilježe padove prirodnih tijela, one služe i zato da zabilježe padove ostataka satelita i raketa. 
Radarska opažanja temelje se na činjenici da se ultrakratki radio valovi odbijaju od usijanog i ioniziranog plinovitog traga koji zaostaje iza meteora. Kod sjajnih meteora, jako se odbija i od pokretne udarne glave (od samog meteora). Ta je tehnika dovela do znantnog nepretka u poznavanju kinematike meteora i meteorskih staza. Udaljenosti se mjere točno na 1 kilometar, a brzine na 1 km/s. Mjerenja se provode i danju i noću. 

## Svojstva meteora
Meteori izgaraju na visini od 130 do 70 kilometara. Tamo je atmosfera još toliko rijetka da ne predstavlja velik otpor samom gibanju, no dovoljno gusta da se meteori trenjem istroše. Meteori se javljaju sporadički, pojedinačno, te u rojevima. U rojevima meteorskih pojava ima od 10 do 100 u satu, a katkada i do 10 000 u satu. Govori se o meteorskoj kiši ili pljusku. Učestalost meteora raste pred jutro, a tada im raste i sjaj. Razlog je u tome što se brzina meteora vektorski zbraja s brzinom rotacije Zemlje. Meteor koji dostiže Zemlju (a to se događa navečer), giba se manjom relativnom brzinom nego meteor koji se sa Zemljom sučeljava (što se događa ujutro). Zato će u jednakim vremenskim razmacima do Zemlje stići više meteora ujutro nego uvečer. Zbog veće relativne kinetičke energije i sjaj je veći. 
Brzine meteora nalaze se u rasponu od 11,2 do 73 km/s. Ne može biti sporijih meteora, a nije nađeno ni bržih. Zašto? To su relativne brzine mjerene pri ulasku u Zemljinu atmosferu. Relativna brzina koju meteor ima na velikoj daljini od Zemlje razlikuje se od relativne brzine pri samom ulasku u atmosferu zbog Zemljine privlačnosti. Na velikoj udaljenosti meteor može imati relativnu brzinu jednaku nuli, no u slobodnom padu ipak će postići brzinu jednaku brzini oslobađanja od Zemlje. Potencijalna energija meteora u Zemljinu gravitacijskom polju prelazi u kinetičku, a ta se energija dodaje kinetičkoj energiji meteora u odnosu na Zemlju. Zato meteor ne može ulijetati u atmosferu brzinom manjom od 11,2 km/s. Najveću brzinu od 73 km/s meteor postiže onda ako se giba najvećom brzinom koju mogu imati članovi Sunčeva sustava. To je brzina oslobađanja od Sunca, koja na udaljenosti Zemlje iznosi okruglo 42 km/s. U čeonom sudaru, kada se zbrajaju iznosi brzine meteora i Zemlje, meteor će imati, jer se Zemlja giba brzinom od 30 km/s, brzinu od 72 km/s. No uz to, Zemljino polje dodaje mu još toliko energije da brzina meteora pri ulasku u atmosferu bude i 73 km/s. Dodatak brzine od kojih 1 km/s predstavlja kod te velike brzine energiju jednaku onoj što je ima meteor koji se giba s brzinom od 11,2 km/s. Ta je činjenica veoma važna jer dokazuje da su svi meteori članovi Sunčeva sustava. Nisu izmjerene brzine veće od brzine oslobađanja od Sunca (treća kozmička brzina). 
Što će se dogoditi pri ulasku meteora u Zemljinu atmosferu, ovisi o njegovoj veličini i brzini. Prosječan meteor veličine je nekoliko desetaka milimetara i ima masu manju od mikrograma pa do miligrama. Meteor se giba brzinom većom od brzine zvuka, stoga se stvara udarni zračni val koji potiče visoke temperature. Površina meteora se zagrijava, isparava i čitav se materijal time troši. Tijela manja od 10 centimetara (mase manje od nekoliko kilograma) ne stižu do površine Zemlje. To znači da su tijela čestica u meteorskim rojevima sigurno manja od 10 cm. Stupac zraka je oko jurećeg meteora ioniziran i pobuđen na svijetljenje, a sadržava i tvar atmosfere i tvar meteora. Ioniziran trag odmah se ne raspršuje. 
Uz spektralne linije atmosferskih plinova, u spektru meteora ističu se spektralne linije ovih neutralnih atoma: Na, Mg, Al, Ca, Co, Mn, Fe, Ni, Cr, Si. Kod meteora koji se gibaju brže od 35 km/s javljaju se još i spektralne linije ovih iona: Mg+, Si+, Ca+, Fe+. Kemijski sastav meteora podudara se dakle s kemijskim sastavom krutih dijelova kometa. 
Jarki meteori ili bolidi, prodiru kroz veći dio atmosfere, ili kroz cijelu atmosferu. Iza njih ostaje dugotrajan trag, do jednog sata. Oni koji su stigli do tla, jesu meteoriti; najvjerojatnije je da su to odlomci planetoida ili asteroida. Nije ustanovljen ni jedan slučaj da bi među meteoritima bilo dijelova zaostalih iz meteorskih rojeva.

## Meteorski pljusak ili meteorski roj
Meteorski pljusak ili meteorski roj je pojava skupine meteora iz jedne točke na nebu (radijanta). U obilnome meteorskom pljusku u jednom satu pojavi se više desetaka ili stotina meteora. Pljusak traje od nekoliko sati do više dana. Meteorski pljuskovi potječu s putanja postojećih ili iščezlih kometa, najčešće se pojavljuju s periodom od jedne godine, na primjer Liridi (22. travnja), Perzeidi (11. ili 12. kolovoza), Andromedidi (14. studenoga), Leonidi (16. do 18. studenoga), Geminidi (13. prosinca).
Meteorski rojevi nastaju s ulaskom Zemlje u oblak sitnih krutih čestica. Promatrajući staze meteora, čini nam se, zbog perspektive, da izviru iz jednog područja neba; to je radijant. Meteorskih rojeva ima nekoliko desetaka i odlikuju se dobom godine kada se javljaju. Rojevi nastaju od kometa koji još postoje ili koji su već nestali. Čak je i za mnoge sporadičke meteore nađeno da stižu s kometskih staza. No to ne isključuje mogućnost da rojevi nastaju u području ekliptike i na neki drugi način. Kometi su praćeni oblakom praha koji je najveće gustoće u blizini samog kometa; oblak praha protegnut stazom zvat ćemo meteorskim potokom. Na stazama starih kometa, a i kometa koji su nestali, prah je rasprostrt jednoliko. Do razlike u jačini pljuskova od godine do godine dolazi ako prah nije rasprostrt jednoliko uzduž potoka, jer Zemlja nije u prilici prijeći potok uvijek na mjestu istog zgušćenja. Potoke meteora poremećuje osim toga privlačna sila planeta. Pljusak traje po više dana. Među rojevima ima takvih koji su otkriveni danju, uz pomoć radiolokacije. Oni mogu predstavljati iste rojeve koji se u drugom dijelu godine jave noću. Jedan od dnevnih jesu β - tauridi, a njemu odgovaraju noćni, tauridi. 

### Radijant
Radijant (prema lat. radians, genitiv radiantis: koji zrači, sja) je točka na nebeskoj sferi iz koje se čini da se širi roj meteora.

### Liridi
Liridi su meteorski roj kojemu je radijant u zviježđu Liri, pojavljuje se oko 20. travnja, a stiže s putanje kometa Thatcher. Opaža se već 2 500 godina, a posebno je bio jak 15. pr. Kr.

### Perzeidi
Perzeidi su meteorski roj kojemu je radijant u zviježđu Perzeju, zapaža se od 25. srpnja do 20. kolovoza, s najvećom učestalošću 12. kolovoza kad se može pojaviti i 80 meteora na sat. Ti se meteori gibaju srednjom geocentričnom brzinom od 60 km/s. Potječe s putanje kometa Swift-Tuttle. U narodu je poznat po nazivu Suze svetog Lovre. 

### Andromedidi
Andromedidi ili Bielidi su meteorski roj kojemu je radijant u zviježđu Andromedi, pojavljuje se od 23. do 27. studenoga. Potječe s putanje Bielina kometa. Bielin komet  (označen kao 3D/Biela) bio je s putanjom u blizini Zemljine. Nije se ničim odlikovao do 1846., kada mu se jezgra razdvojila. Razdvajanje je nastavljeno pa je 1852. viđen u dva dijela razmaknuta za 2 milijuna kilometara. Nikad više poslije toga nije viđen, ali su se umjesto njega počeli od 1872. javljati meteorski pljuskovi. Tako je dokazano da meteorski rojevi potječu od kometa i stižu njihovim stazama, uzduž kojih se raspršuju. Meteori Bielidi zapažaju se i danas, no u sve manjem broju.

### Leonidi
Leonidi su meteorski roj kojemu je radijant u zviježđu Lavu, pojavljuje se oko 17. studenoga. Ima maksimum, s posebno mnogo meteora, svake 33 godine, a potječe s putanje dugoperiodičnoga kometa Tempel-Tuttle. Najobilniji je pljusak bio 1833., s približno 35 000 meteora na sat.

### Geminidi
Geminidi su meteorski roj kojemu je radijant u zviježdu Blizancima, pojavljuje se u prvoj polovici prosinca. Potječe s putanje planetoida Faeton (3200 Phaethon).

### Drakonidi
Drakonidi ili Giacobinidi su meteorski roj kojemu je radijant u zviježđu Zmaju, pojavljuje se oko 8. listopada. Potječe od rasprsnuta materijala kometa Giacobini-Zinner.

## Poveznice
- meteorit
- meteoroid

## Vanjske poveznice

### Ostali projekti
|  | Zajednički poslužitelj ima stranicu o temi Meteor     |
|  | Zajednički poslužitelj ima još gradiva o temi Meteori |